# Убийство Джорджа Флойда
Убийство Джорджа Флойда — непредумышленное убийство, совершённое 25 мая 2020 года белым полицейским из Миннеаполиса Дереком Шовином, когда тот прижал шею афроамериканца Джорджа Флойда коленом к асфальту и продержал его в таком положении 8 минут и 46 секунд, пока Флойд лежал на дороге лицом вниз. Полицейские Томас Лейн и Дж. Александр Куэнг также помогали держать Флойда, тогда как полицейский Ту Тао стоял рядом и смотрел на происходящее.
Арест Флойда произошёл на перекрёстке 38-й улицы и Чикаго-авеню в Миннеаполисе, штат Миннесота, по подозрению в оплате купленной в магазине пачки сигарет фальшивой 20-долларовой купюрой и был записан несколькими наблюдателями на телефоны. Видеозаписи, на которых Флойд неоднократно говорил «Я не могу дышать» (англ. I can't breathe), быстро распространялись в социальных сетях и транслировались СМИ. Известно, что Джордж Флойд начал произносить фразу «Я не могу дышать» ещё до того, как его повалили на землю. Четверо причастных полицейских были уволены на следующий день и позднее были арестованы.
ФБР начало расследование убийства по просьбе отдела полиции Миннеаполиса, тогда как Бюро Уголовного преследования Миннесоты расследует, были ли допущены нарушения законов Миннесоты, в том числе порядка применения силы. Шовин был признан виновным в непредумышленном убийстве.
Убийство Флойда сравнивают с убийством Эрика Гарнера 2014 года, который повторял: «Я не могу дышать», и которого задушили офицеры, проводившие арест невооружённого чернокожего мужчины.

## Участники произошедшего
- Джордж Флойд (англ. George Floyd) — убитый 46-летний афроамериканец[4], уроженец Хьюстона, штат Техас, живший в Сент-Луис-Парке, штат Миннесота, где работал охранником[16][17]. Флойд являлся преступником-рецидивистом и как минимум пять раз отбывал тюремные сроки различной продолжительности[18]. В 2014 году, после пятилетнего пребывания в тюрьме за вооружённое ограбление, Флойд переехал из Техаса в Миннесоту и более к ответственности не привлекался[18].
- Дерек Шовин (англ. Derek Chauvin), 44 года, ветеран полиции Миннеаполиса с 19-летним стажем. Шовин прижимал шею Флойда к земле коленом[19]. До этого он во время работы полицейским трижды открывал огонь по людям, однажды убив человека[20][21].
- Ту Тао (англ. Tou Thao) прошёл службу в полицейской академии в 2009 году, был принят на должность в 2012 году. В 2017 году Тао был ответчиком по делу о чрезмерном применении силы, которое было закрыто во внесудебном порядке за 25 000 долларов.
- Томас Лэйн (англ. Thomas Lane) и Дж. Александр Куэнг (англ. J. Alexander Kueng) — ещё два офицера полиции, которых опознали 27 мая[22] — не фигурируют на видео, но были уволены в результате произошедшего[14].

## Арест
25 мая в 20:01 в службу 911 поступил вызов. По данным расшифровки аудиозаписи, звонивший сообщал, что «один человек пришел в наш магазин и дал нам фальшивые банкноты, мы это поняли до того, как он покинул магазин. Мы выбежали на улицу, они сидели в своей машине. Мы сказали им дать нам их номер телефона, положить свою (неразборчиво) вещь обратно и он был также пьян и всё такое, вернуться, чтобы отдать нам наши сигареты и что он может идти домой, но он не захотел делать этого, и он сидит в своей машине, потому что он ужасно пьян и он не контролирует себя». На вопрос оператора о виде машины нарушителя, звонивший назвал BRJ026 и указал, что, по его мнению, это был «синий фургон». Оператор 2 раза задал вопрос о расе нарушителя, звонивший в итоге указал, что это «чёрный парень» (англ. black guy).
Вскоре после 20 часов 25 мая, в День поминовения, сотрудники департамента полиции Миннеаполиса отреагировали на сообщение о происходящем преступлении, связанном с поддельными документами, на Чикаго Авеню Юг в районе Паудерхорн Парк в Миннеаполисе. Согласно WCCO-TV, подразумевалось, что Флойд «пытался использовать поддельные документы в ближайшем гастрономе». По данным полиции, Флойд находился в машине и «был под воздействием чего-то». Представитель департамента полиции сказал, что офицеры приказали ему выйти из машины, после чего он сопротивлялся аресту.
Полиция первоначально утверждала, что Флойд сопротивлялся аресту, CBS News сообщал, что видео наблюдения из близлежащего магазина «показывает, что полицейские спокойно его задерживают», тогда как на опубликованном позднее видео с нагрудных камер полицейских видно, что полицейские пытаются посадить его в патрульную машину, а Флойд сопротивляется.
По данным полиции Миннеаполиса, офицеры «смогли надеть на подозреваемого наручники и отметили, что он, похоже, испытывает проблемы со здоровьем. Сотрудники вызвали скорую помощь». Согласно Министерству пожарной охраны Миннеаполиса, медработники переместили Флойда с места происшествия, делали массаж грудной клетки и предпринимали другие спасательные меры для мужчины, не подающего признаков жизни. Флойд был доставлен в медицинский центр округа Хиннепин, где он был объявлен мёртвым. Согласно заявлению полиции Миннеаполиса, при аресте оружие не использовалось.

### Видео ареста
Арест был частично снят наблюдателем и опубликован на Facebook Live. В начале видео Флойд уже прижат лицом к земле, а офицер Шовин держит колено на его шее. Флойд неоднократно говорит Шовину: «Пожалуйста» и «Я не могу дышать», одновременно издавая стон и рыдания. Неизвестный за кадром говорит полицейским: «Вы его уже задержали. Дайте ему возможность дышать».
После слов Флойда «Я сейчас умру» Шовин предписывает Флойду «расслабиться». Полиция спрашивает Флойда: «Что ты хочешь?» Флойд повторяет: «Я не могу дышать» и продолжает: «Пожалуйста … колено на шее, я не могу дышать». Полицейские предписывают Флойду «встать и сесть в машину», на что тот отвечает: «Я так и сделаю … Я не могу двигаться». Флойд также кричит: «Мама!» Флойд протестует: «Болит живот, болит шея, болит всё», и просит воды. Полиция не реагирует на это. Флойд умоляет: «Не убивай меня».
У Флойда идёт кровь из носа. Другой наблюдатель сообщает полиции, что Флойд не сопротивляется аресту. Полицейский отвечает, что Флойд «разговаривает, с ним всё хорошо», а наблюдатель заявляет, что с ним «не всё нормально».
В конце концов Флойд перестает двигаться, но Шовин не убирает колено с его шеи. Наблюдатели просят убрать колено и проверить пульс Флойда. Голос за кадром спрашивает: «Они его убили?»
Затем прибывает скорая помощь; Шовин все ещё держит колено, пока скорая медицинская помощь не укладывает Флойда на носилки. Флойда загружают в скорую помощь и увозят. Наблюдатель за кадром говорит, что полиция «просто убила» Флойда. Шовин держал колено на шее Флойда по крайней мере семь минут, включая четыре минуты после того, как Флойд перестал двигаться.

## Следствие по делу

### Расследование
По предварительным сообщениям специалиста департамента медицинской экспертизы округа Хеннепин, проводившего официальное вскрытие, «физических данных, подтверждающих диагноз травматической асфиксии или удушения, не выявлено», а также: «вероятно, его смерти способствовали совокупные последствия того, что мистер Флойд сдерживался полицией, его состояние здоровья и возможные интоксиканты в его организме».
Семья Флойда наняла Майкла Бадена, патолога, который проводил второе вскрытие Эрика Гарнера, чтобы провести независимое обследование по этому делу, согласно которому смерть Джорджа Флойда наступила в результате удушья от постоянного давления.
В опубликованном позднее документе экспертизы было указано, что причиной смерти явилась «остановка сердца, осложнённая действиями полиции по усмирению, ограничением подвижности и сдавливанием шеи», и что смерть вызвана механической асфиксией и должна рассматриваться как насильственная. В графе «Другие существенные состояния» экспертом указано: «ишемическая болезнь сердца и история гипертонии; интоксикация фентанилом; недавнее использование метамфетамина» (спидбол). В отчёте также указано на травмы лица, головы, всех конечностей; среди заболеваний также указаны опухоль в левой части таза (видимо экстраадреналовая параганглиома), по всей видимости бессимптомный COVID-19; анализ крови и мочи выявил также каннабиноиды. Согласно заметкам о встрече окружного прокурора Эми Суизи и помощника прокурора Патрика Лофтона с главным окружным судмедэкспертом, патологоанатом Эндрю Бейкером, обнародованным 25 августа 2020, уровень фентанила, обнаруженный в крови Флойда является летальным в обычных условиях. Из-за отёка лёгких, который мог вызвать фентанил, их масса при вскрытии в 2-3 раза превышала норму. Доктор Бейкер отметил, что если бы Флойд был обнаружен мёртвым у себя дома, без прочих сопутствующих факторов, он бы заключил, что причиной смерти была передозировка.
Эксперты по применению силы полицией осудили действия Шовина. Милан Массон сказал, что одной из техник, показанных на видео о смерти Флойда, полицейские обучались по крайней мере до 2016 года, а также добавил: «Как только [полицейский] контролирует ситуацию, вы освобождаетесь. Вот что значит применение силы: вы используете её до тех пор, пока угроза не прекратится».
Через два дня после смерти Флойда мэр Миннеаполиса Джейкоб Фрей отметил расовый характер смерти Флойда и призвал привлечь Шовина к уголовной ответственности. Представительница Конгресса от Миннесоты Ильхан Омар призвала провести расследование произошедшего на федеральном уровне.
Трамп поручил Минюсту и входящему в его структуру ФБР ускорить расследование дела. Генпрокурор Уильям Барр информирует Трампа о ходе дела. Мэр Миннеаполиса Джейкоб Фрей создал объединённую комиссию для расследования обстоятельств убийства Флойда.
29 мая Дерек Шовин был арестован и обвинён в убийстве третьей степени — непредумышленном убийстве, связанном с применением силы.
3 августа 2020 года было опубликовано видео с нагрудных камер полицейских Томаса Лейна и Александера Куэнга. На съёмке видно, что когда полицейские пытались заставить Флойда сесть в патрульную машину, тот сопротивлялся и говорил, что у него клаустрофобия.

### Суд
20 апреля 2021 года суд присяжных признал Дерека Шовина виновным в непреднамеренном убийстве Джорджа Флойда. Приговор Дереку Шовину был вынесен через два месяца. По закону Миннесоты, самая тяжёлая статья поглощает менее тяжёлые, но и по одной Шовин мог быть приговорён к лишению свободы на срок до 40 лет.
25 июня 2021 года Шовин был приговорён к 22,5 годам лишения свободы.

## Реакция

### Негативная
26 мая автобусная остановка на месте убийства Флойда на Чикагском проспекте стала импровизированным памятником ему с плакатами и воспоминаниями движения Black Lives Matter. Многотысячная толпа прошла до третьего округа полиции Миннеаполиса.
Протест начался мирно, но впоследствии перерос в столкновения, полицейский участок облили краской и забросали камнями. После марша небольшая группа протестующих начала громить 3-й участок полиции. Около 20:00 полицейские в экипировке спецназа обстреляли толпу капсулами с песком и химическими реактивами.
Протесты продолжились в среду, 27 мая, в том числе на Чикагском проспекте и возле 3-го участка. С 18:00 полиция начала применять химические газовые бомбы и стрелять по протестующим резиновыми пулями. Во время протестов один человек был застрелен, полиция задержала одного подозреваемого.
27—29 мая акции протеста также прошли в Лос-Анджелесе, Калифорнии, Мемфисе (штат Теннесси), Сент-Поле (столице штата Миннесота), Нью-Йорке, Денвере (штат Колорадо), Альбукерке (штат Нью-Мексико), Луисвилле (штат Кентукки), Финиксе (штат Аризона), Колумбусе (штат Огайо); были задержаны десятки человек, несколько человек получили огнестрельные ранения.
28 мая в Миннесоте и Сент-Поле были введены режимы чрезвычайной ситуации сроком на 72 часа.
На фоне протестов губернатор Миннесоты Тим Уолз, в соответствии с прошением мэра Миннеаполиса Джейкоба Фрея, привлёк для поддержания порядка в Миннеаполисе, Сент-Поле и прилегающих районах более 500 бойцов Национальной гвардии США.
Как заявил Президент США Дональд Трамп в Твиттере:

Я не могу остаться в стороне и просто смотреть на то, что происходит в великом американском городе Миннеаполис. Полное отсутствие лидерства. Или слабый мэр — левый радикал Джейкоб Фрей — возьмет ситуацию под контроль, или я отправлю Национальную гвардию, чтобы все сделать как надо.
Эти бандиты оскверняют память Джорджа Флойда, и я не позволю происходить такому. Я только что разговаривал с губернатором штата Тимом Уолзом и сказал ему, что военные в его распоряжении. В случае любых сложностей мы возьмем контроль на себя, но когда начинается мародёрство, начинается и стрельба.

При этом твит Трампа появился через час после введения Национальной гвардии в город.
30 мая в округе Фултон (Атланта) был введён режим ЧП из-за протестов. Также протесты на 30 мая отмечены в Нью-Йорке, Альбукерке, Колумбусе, Хьюстоне (штат Техас), Далласе (штат Техас), Финиксе, Сан-Хосе (штат Калифорния), Лас-Вегасе (штат Невада), Шарлотте (штат Северная Каролина) и других менее крупных городах США.
По состоянию на 31 мая в ходе беспорядков в 17 городах США сотрудники правоохранительных органов задержали не менее 1383 человек. Задержания идут с 28 мая.
За время протестов в США погибло не менее 11 человек (по состоянию на 3 июня). Жертвами стали жители Чикаго (штат Иллинойс), Детройта (штат Мичиган), Омахи (Небраска), Девенпорта (Айова), Окленда (Калифорния) и Луисвилля (Кентукки). Большинство погибших — афроамериканцы.